# Drosophila vulcana
Drosophila vulcana este o specie de muște din genul Drosophila, familia Drosophilidae, descrisă de Graber în anul 1957. Conform Catalogue of Life specia Drosophila vulcana nu are subspecii cunoscute.